# Battaglia di Brunkeberg
La battaglia di Brunkenberg fu combattuta a Stoccolma il 10 ottobre 1471 tra le forze fedeli a Sten Sture il Vecchio e le truppe guidate da Cristiano I di Danimarca.

## Antefatti
Sin dalla sua creazione, l'Unione di Kalmar, che vedeva unite Svezia, Danimarca e Norvegia, vedeva un ruolo secondario per la Svezia, dal momento che la famiglia reale danese era più potente e più ricca. Questa posizione di inferiorità per la Svezia aveva provocato nel tempo diverse rivolte e sommosse, soprattutto contro gli esattori e i funzionari danesi. La più nota di queste rivolte venne guidata dal Rikshövitsman Engelbrekt Engelbrektsson nel 1434.
 Nonostante i numerosi trattati per migliorare la posizione della Svezia all'interno dell'Unione, le spinte volte a dissolvere l'Unione si conservarono forti e attive.
Nel maggio 1471 il nobile Sten Sture il Vecchio venne eletto Lord Protettore (in svedese riksföreståndare) di Svezia dal Riksdag degli Stati ad Arboga. Dopo la sua nomina, il Lord Protettore di Svezia si fece immediatamente portavoce delle istanze separatiste svedesi dall'Unione di Kalmar ottenendo un immediato consenso e una vasta popolarità soprattutto tra la popolazione delle campagne oltre che da una piccola minoranza della nobiltà svedese. Il supporto al nuovo Lord Protettore di Svezia proveniva soprattutto da quelle regioni e da quei ceti sociali che erano stati per decenni penalizzati dalle politiche dell'Unione, come i contadini e i mercanti (soprattutto quelli che esportavano i loro prodotti nei territori della vicina Germania, in particolare nella città di Lubecca) e i lavoratori delle zone minerarie della regione settentrionale del Bergslagen. La maggior parte della nobiltà svedese, in particolare quella agraria dell'Uppland, rimase invece fedele alla corona danese; solo una minima parte, ovvero la casata degli Axelsson, dei Trolle e dei Posse si schierò al fianco di Sten Sture.
Sebbene la storiografia, soprattutto quella più recente, abbia celebrato questa battaglia come l'esito finale della lotta indipendentista svedese contro il dominio danese, in realtà, tuttavia, essa è il risultato di conflitti legati più a motivi puramente economici che politici, e vide schierarsi due fazioni appartenenti entrambe, almeno in parte, alla stessa nazionalità (quella svedese).
Come reazione alle iniziative di Sten Sture, Cristiano I di Danimarca organizzò una spedizione militare, composta anche da mercenari tedeschi e scozzesi, e salpò per la Svezia con l'intenzione di destituire il nuovo Lord Protettore.

## La battaglia
Dopo aver ancorato la sua flotta di 70 navi nell'isola di Skeppsholmen, vicino a Stoccolma, si accampò nei pressi dell'esker di Brunkebergsåsen, a poca distanza a nord della città. Le forze di Sten Sture, che era accompagnato dal nobile svedese Nils Bosson Sture, si accamparono nell'attuale quartiere di Hötorget, anch'esso nei pressi dell'esker di Brunkebergsåsen. Il suo piano di battaglia era quello di stringere le forze di Cristiano in una morsa, Sten avrebbe attaccato da ovest, Nils Bosson da est e il comandante Knut Posse avrebbe attaccato di sorpresa dalle retroguardie. Questa strategia era dettata anche dalla composizione del contingente di Sten Sture: esso era composto prevalentemente da contadini armati di armi leggere e da circa 1 500 cavalieri, provenienti in gran parte dalle regioni del Västergötland, Östergötland, Småland e della Dalecarlia. Questa forza, anche se in superiorità numerica, avrebbe dovuto fronteggiare un esercito composto da mercenari e soldati professionisti, ben addestrati e dotati di armi e armature pesanti.

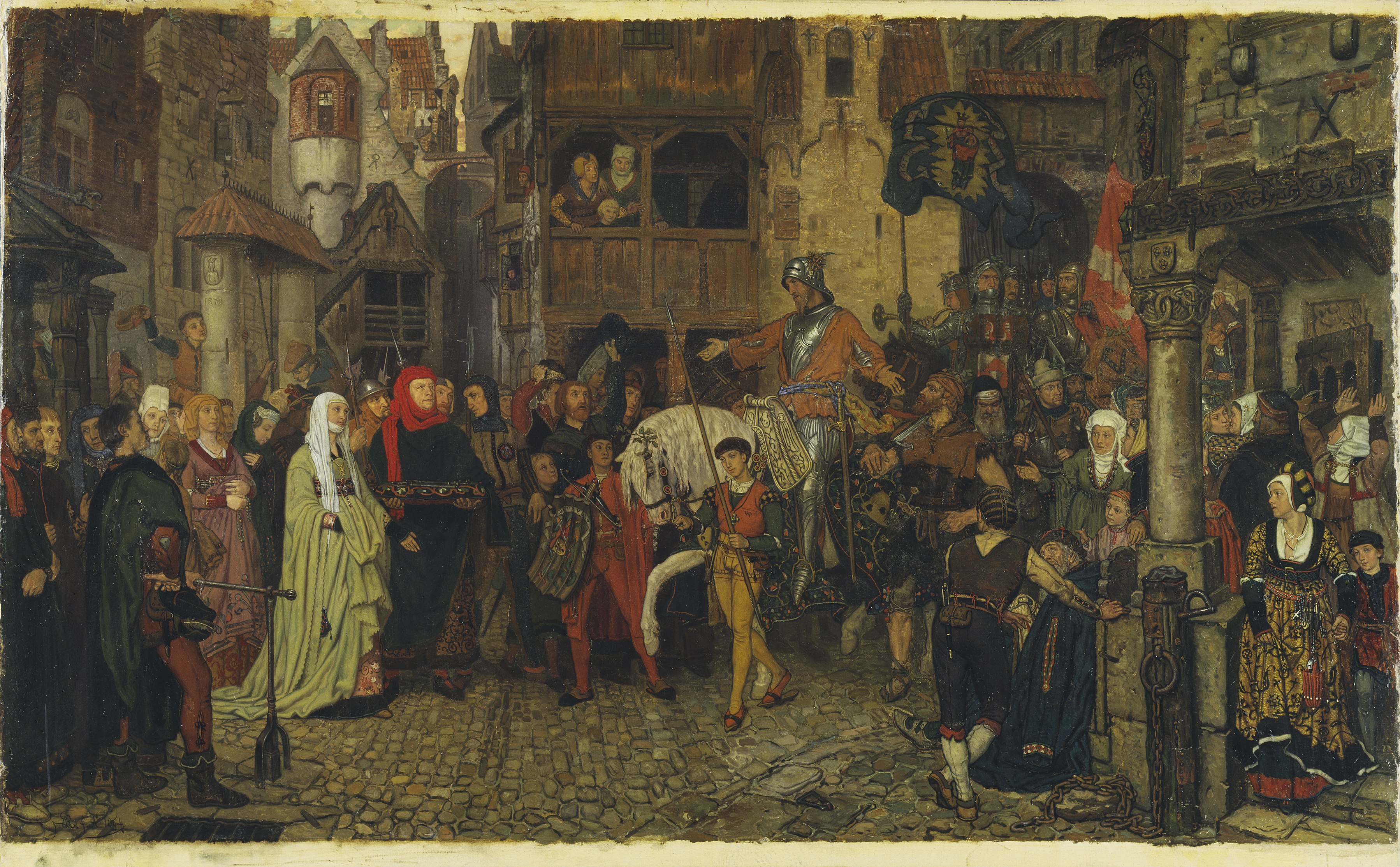
L'ingresso di Sten Sture il Vecchio a Stoccolma dipinto da Georg von Rosen nel 1864 e conservato presso il Museo nazionale di Stoccolma di Stoccolma.

La battaglia ebbe inizio nella tarda mattinata, quando gli svedesi, sotto una pioggia di frecce, dardi e proiettili, cercarono di assaltare le mura della città difese dai danesi, vennero respinti per ben due volte, dopo circa tre ore di strenuo combattimento. Nella lotta Cristiano fu colpito sul viso da un colpo di moschetto perdendo diversi denti, e fu costretto a ritirarsi. Il terzo attacco venne diretto da Sten Sture verso le difese nemiche acquartierate nel Priorato di Santa Chiara a nord della città isolando una buona parte dell'esercito danese; mentre quelle comandate da Nils irruppero dalla foresta a nord della città, dando così effetto alla mossa a tenaglia ordita da Sten Sture; l'attacco costrinse Cristiano a ordinare al resto dei suoi uomini di correre in supporto dei soldati asserragliati nel priorato e fatti oggetto dell'assalto svedese. Questa scelta tattica fu cruciale e costrinse Cristiano a ordinare la ritirata alle sue truppe, verso l'isola di Käpplingen (l'attuale penisola di Blasieholmen); la ritirata fu disastrosa, dal momento che le forze di Sten Sture, con la collaborazione degli stessi abitanti della città, riuscirono a demolire il ponte di fortuna costruito dai danesi, provocando la morte per annegamento di molti soldati nemici e catturando quelli rimasti sulla riva, tra i quali è da annoverare il comandante danese Klas Rönnow.

Nel momento più drammatico della battaglia, secondo la leggenda tramandata dalle cronache si narra la comparsa nel cielo della spada di Erik il Santo, uno dei santi protettori svedesi, come segno di protezione e benedizione in favore dello schieramento di Stern Sture. Lo storico e drammaturgo svedese del XVII secolo Johannes Messenius ha associato la vittoria a Brunkenberg alla donazione da parte di Sten Sture della scultura di San Giorgio e il drago alla chiesa di Storkyrkan di Stoccolma.